# Plecoptera recens
Plecoptera recens är en fjärilsart som beskrevs av Saalmüller 1891. Plecoptera recens ingår i släktet Plecoptera och familjen nattflyn. Inga underarter finns listade i Catalogue of Life.